# Lasioserica immatura
Lasioserica immatura är en skalbaggsart som beskrevs av Ahrens 2005. Lasioserica immatura ingår i släktet Lasioserica och familjen Melolonthidae. Inga underarter finns listade i Catalogue of Life.